# Garnitură de foraj
Garniturile de foraj sunt instrumente de dislocare antrenate în mișcare și folosite în procesul de foraj. La forajul executat cu circulație de fluid, garnitura de foraj este formată din prăjini tubulare care se asamblează prin filet. 

## Funcțiile unei garnituri de foraj
- Transmite mișcarea de rotație de la suprafață la săpa ;
- Asigură prin propria greutate , apăsarea pe săpa , pentru dislocarea rocii ;
- Asigură canalele de circulare pentru fluidul de foraj ;
- Constituie ansamblul de introducere și extragere din talpă sondei a instrumentelor de dislocare și a sculelor speciale ;
- Asigură efectuarea operațiilor auxiliare cum ar fi : carotaj mecanic , probare de strate și instrumentații ;

## Elementele unei garnituri de foraj
Garnitură de foraj este formată din : prăjini grele , prăjini de foraj , prăjină de antrenatre , reducții și racorduri . Prăjinile grele se afla la partea inferioară a garniturii , prăjinile de foraj la mijloc ele având lungimea cea mai mare , iar cele de antrenare la partea inferioară a garniturii . 

## Prăjini grele
- Prăjinile sunt de două feluri : obijnuite și speciale
- Prăjinile grele obijnuite , sunt tuburi cilindrice cu peretele gros , construite în trei variante : mufă-cep , mufă-mufă , cep cep .
- Prăjinile grele speciale sunt utilizate pentru prevenirea devierii găuri de sondă . Acestea au o rigiditate mai mare și reduc flambajul prăjinilor.

## Prăjini de foraj

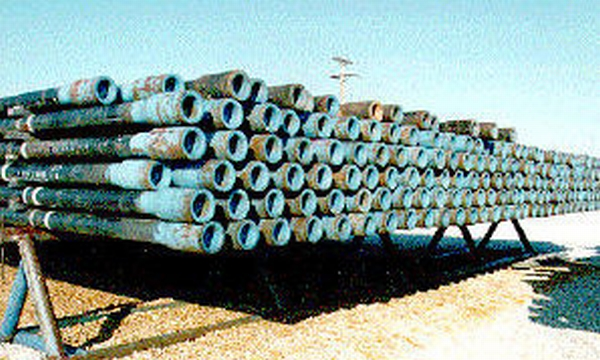
Prăjini de foraj

Prăjinile de foraj sunt tuburi de oțel , aluminiu sau aliaje ușoare ( cu titan ) .Pentru a mari capacitatea de rezistență la îmbinare capetele lor sunt ramorsate ( îngroșate ) . Înacest caz dacă în timpul forării filetul se taie rezistență prăjinii nu se slăbește . 
Îmbinarea prăjinilor se face cu ajutorul unor racorduri speciale . Racordul este format dintr-un cep special montat la un capăt al prăjinii și o mufă specială montată la celalal capătal prăjinii . racordurile pot fi infiletate sau sudate în funcție de modul cum sunt fixate la capătul prăjinii . Prăjinile cu racorduri sudate sunt cele mai utilizate . Se renunțăastfel la filetul cepului prăjinii care produce inconveniente . Racordul se sudeazape corpul prăjinii. 

## Prăjini de antrenare
Prăjinile de antrenare fac legătură între garnitură de foraj și capul hidraulic . Prăjină primește mișcarea de rotație de la masă rotativă prin intermediul unor piese adaptoare . Pentru că să poate primi mișcarea prăjinile de antrenare au corpul profilat la exterior . racordurile fac corp comun cu corpul prăjinii . 

## Reducțiile
Reducțiile permit legătură dintre prăjinile de diferite dimensiuni și dintre diferite unelte de foraj . Sunt tuburi scurte ( 400 – 700 mm) , cu filet cep-cep , mufă-cep , mufă-mufă .

## Sapele de foraj
La capatul gararniturilor de foraj, prin diferite diferite sisteme de cuplare fie cu flanse sau prin imbinare cu filete, garnitura de foraj se conecteaza cu sapa de foraj. In ultimii ani sistemul de imbinare prin flanse nu a mai cunoscut o mare raspandire, cele mai multe firme de foraj optand pentru imbinarea prin filete conice. De asemenea tot la capatul garniturii de foraj se monteaza si ciocanul de fund.
Tipurile de sapa atasate garniturii de foraj difera in functie de solul in care se foreaza precum si de diametrul de tubare ales.
Sapele de foraj pot fi clasificate in doua categori:
-sape cu lame 
-sape cu role
Exista mai multe tipuri de sape cu lame: sape cu doua lame, sape cu trei lame, sapa cu trei lame in trepte, sapa cu patru lame in trepte.
Sapa cu trei lame in trepte are aripile dispuse la 120 grade si muchia taietoare la 45 grade. Pe partea activa a lamelor sapei sunt dispuse pastilele, iar prin interiorul mufei se vehiculeaza noroiul de foraj.
De asemenea exista mai multe tipuri de sape cu role: sape cu dinti frezati, sape cu butoni. Sapele cu role cu dinti frezati se folosesc in soluri de duritate medie, iar sapele cu role cu butoni in soluri dure. 